# Insigne van de Neurenberger Partijdagen
Het Insigne van de Neurenberger Partijdagen (Duits: Nürberger Parteitagsabzeichen von 1929) was een hoge onderscheiding van de Nationaalsocialistische Duitse Arbeiderspartij (NSDAP). Na de oprichting van nazi-Duitsland werd de onderscheiding officieel toegekend als de op één na hoogste onderscheiding van de partij, middels een decreet van 6 november 1936.

## Geschiedenis
Van 1 tot 4 augustus 1929 hield de NSDAP een Rijkspartijdag (Reichsparteitag der NSDAP) in Neurenberg. Het was de eerste Rijkspartijdag sinds 19 augustus 1927. Vijfendertig treinen brachten ongeveer 25.000 SA- en SS-personeelsleden en 1.300 Hitlerjugend-leden uit geheel Duitsland. Het was een veel grotere en uitgebreidere bijeenkomst dan de vorige, en Adolf Hitler wilde hiermee de groei van zijn beweging laten zien, die inmiddels meer dan 130.000 leden telde.

## Het insigne

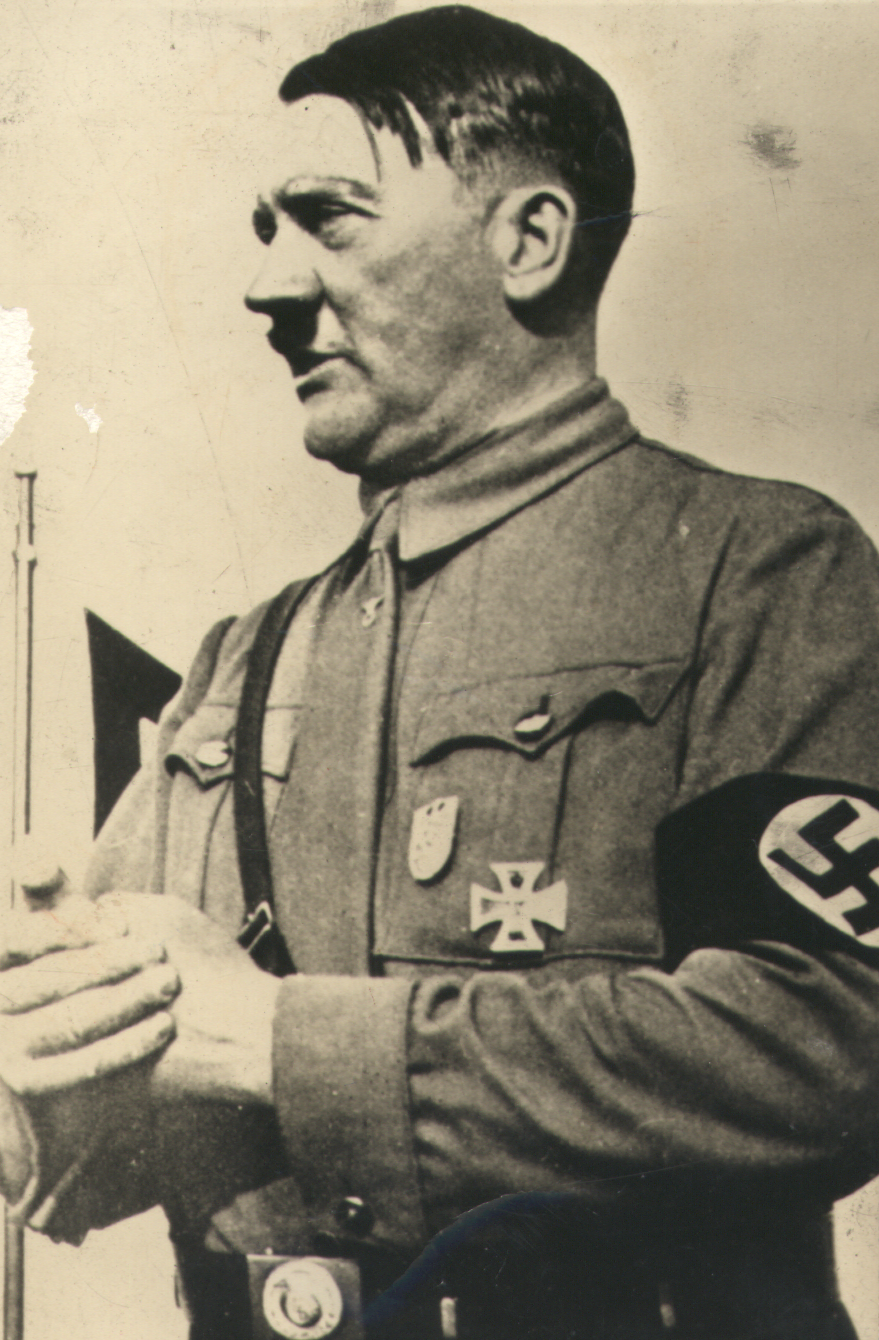
Hitler in zijn bruinhemden uniform van de SA, met het insigne net boven zijn IJzeren Kruis 1914 uit de Eerste Wereldoorlog.

Op 15 augustus 1929 werd een onderscheiding ter herinnering aan de Rijkspartijdag in Neurenberg ingesteld door de commandant van de SA. Alle leden van de NSDAP die de Rijkspartijdag hadden bijgewoond, mochten het insigne dragen. Om het insigne te mogen dragen, moest men toestemming verkrijgen van de gouwleider (Gauleiter).
Het ontwerp was zeven jaar eerder door Adolf Hitler in de werkplaats van Otto Gahr in München geschetst. Het ontwerp was een nazi-versie van een keizerlijke Garde-du-Korps-helm, met daarboven een afbeelding van de Nürnberger Burg en het woord "Nürnberg" daaronder. Een adelaar met een lauwerkrans en een hakenkruis in zijn klauwen stond bovenop de helm in het midden, met daaromheen de inscripties "1914-1919" en "N.S.D.A.P. Partei Tag 1929".
Ongeveer 60.000 personen zouden in aanmerking komen voor het insigne.

## Uitvoeringen
Het insigne werd geproduceerd in grijs, zilver en goud, maar er werd geen specifieke betekenis toegekend aan de kleurverschillen. Het insigne was 21 mm breed en 48 mm hoog.
Er bestond een versie van het insigne die dagelijks op het uniform gedragen kon worden, en een grotere, niet-draagbare versie die als speciaal souvenir werd uitgereikt aan de gasten die de Rijkspartijdag hadden bezocht. Deze versie werd gepresenteerd in een cassette van donkerrood leer met een witte en grijsgroene satijnen bekleding. De niet-draagbare versie was 35 mm breed en 80 mm hoog.
Ferdinand Hoffstätter uit Bonn was de enige fabrikant van het insigne.

## Draagwijze
Het insigne werd op de linkerborstzak gedragen. Het recht om het te dragen kon worden ingetrokken door de Führer of door de leider van de Partijkanselarij, Martin Bormann.

## Rangorde
In een op 6 november 1936 ondertekend decreet gaf Hitler nieuwe instructies voor de rangorde van de orden en onderscheidingen in nazi-Duitsland. De belangrijkste onderscheidingen van de NSDAP werden in de volgende volgorde vermeld: 1. Coburg-insigne; 2. Insigne van de Neurenberger Partijdagen; 3. Insigne van de SA bijeenkomst bij Brunswijk 1931; 4. Gouden Ereteken van de NSDAP; 5. Bloedorde; gevolgd door de individuele gouweretekens en de Gouden Eretekens van de Hitlerjeugd.

## Na de Tweede Wereldoorlog
Het insigne is van een hakenkruis voorzien. Dat betekent dat het verzamelen, tentoonstellen en verhandelen van deze onderscheidingen in Duitsland aan strenge wettelijke regels is onderworpen. Op 26 juli 1957 vaardigde de Bondsrepubliek Duitsland een wet uit waarin het dragen van onderscheidingen met daarop hakenkruizen of de runen van de SS werd verboden.